# Müllerzelle
Müllerzellen sind Gliazellen in der Netzhaut (Retina) des Auges und nach den Neuronen die zweithäufigste Komponente der Netzhaut. Von diesen sind sie strukturell und funktionell klar abgegrenzt und erfüllen eine besondere physiologische Aufgabe, indem sie zwischen den (optisch) streuenden Neuronen hindurch Licht leiten. Von einigen Autoren werden sie für spezialisierte fibrilläre Astrozyten gehalten. Sie wurden von dem Würzburger Anatomen Heinrich Müller (1820–1864) erstmals erkannt und beschrieben.
Eine Besonderheit der Müllerzellen ist es, dass sie wie die embryonale Radialglia von der inneren (ventrikulären – in diesem Fall der Glaskörper) bis zur äußeren (mesenchymalen) Grenzschicht reichen. Die Zellleiber (Perikarya) befinden sich in der inneren Körnerschicht der Retina. Die Müllerzelle übernimmt auch physiologische Aufgaben im Zusammenspiel mit den neuronalen Zellen, beispielsweise die Aufnahme des bei Depolarisation freiwerdenden Kaliums. Verlust der Zytoarchitektur der Müllerzellen kann zur Netzhautablösung (Amotio retinae) beitragen.
Forschungsergebnisse an der Universität Leipzig von 2007 zeigen, dass Müllerzellen eine lichtleitende Funktion aufweisen. Sie durchspannen die Retina von innen nach außen und sammeln mit konisch verbreiterten Fortsätzen Licht an der inneren Grenzschicht der Netzhaut zum Glaskörper, das sie zu den Lichtsinneszellen in der äußeren Netzhautschicht weiterleiten, vergleichbar etwa Glasfaserkabeln. Ohne die Müllerzellen würde mehr Licht an den Neuronen der Netzhaut gestreut werden, so dass die Sehschärfe reduziert wäre.